# Албанці в Румунії
Албанці в Румунії (алб. Shqiptarët e Rumanisë; рум. Albanezii din România) — офіційно визнана етнічна спільнота, з одним місцем у румунській палаті депутатів, зарезервованою за Лігою албанців Румунії (Liga Albanezilor din România).

## Ім'я
Сьогодні румуни албанців називають Albanezi, але в минулому вони були відомі як Arbănasi, старий етнонім, що сягає середньовіччя.

## Історія

### Раннє поселення

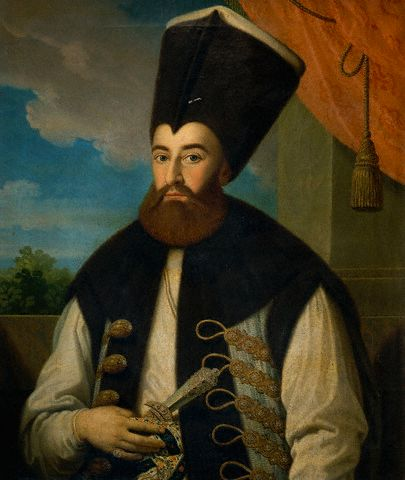
Григоре IV Ґіка, князь Валахії (1822—1828)

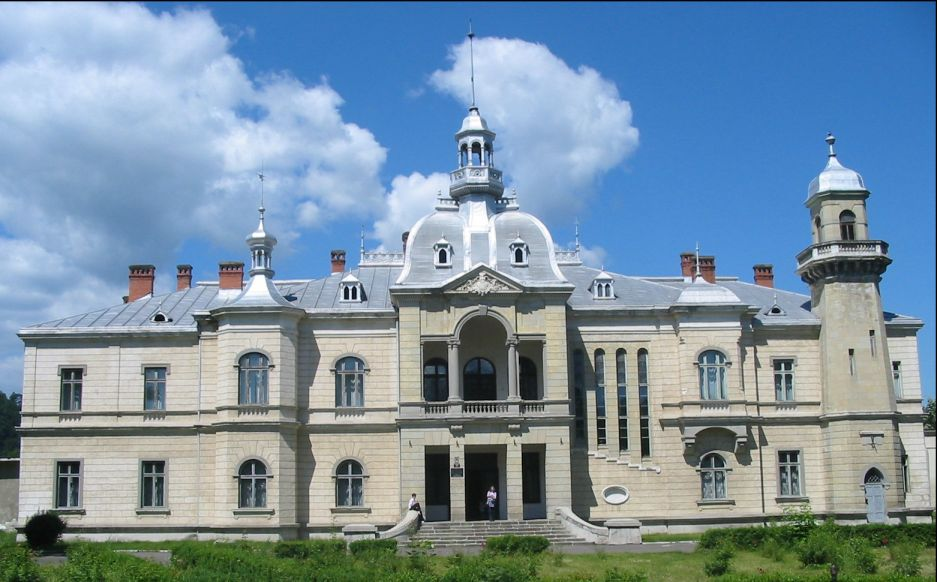
Палац Ґіка в Коменешті

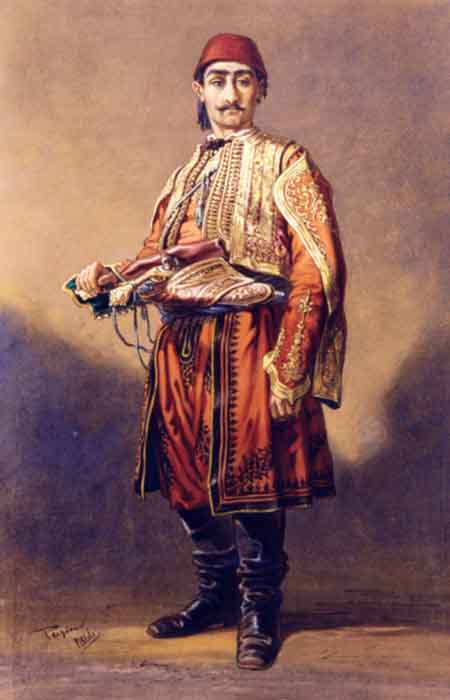
Албанець у Валахії (1866, акварель Амедео Преціозі)

Албанська громада в Дунайських князівствах була вперше засвідчена у Валахії за князя Михайла Хороброго: звіт, складений габсбурзькою владою в Трансільванії, зазначив, що 1595 року 15 000 албанців було дозволено перетнути на північ Дунай; Келінешть (село в сучасному Флорешті, повіт Прахова) було одним із місць їх поселення, про що свідчить документ, виданий суперником і наступником Михайла, Симеоном Могилою, який підтвердив їх право проживати в цьому місці. Присутність громади вперше була зареєстрована в Бухаресті близько 1628 року. Ранні албанські поселенці в Румунії підтримували Михайла Хороброго і бачили Валахію місцем притулку від османського контролю. Під час повернення після набігів на Османську Болгарію за військами Михайла йшли албанці, які жили на берегах Дунаю, зокрема в Русе. Однією з ранніх албанських фігур у волоському дворі був Лека з Катуна, постельнік Валахії та воєначальник армії кількох волоських князів.
Ці албанці прибули безпосередньо з Албанії та західних Балкан або частіше зі старих албанських поселень у Болгарії. Наприкінці XVI та XVII століття представниками цих груп у Румунії були такі фігури, як Лека з Катуна та пізніше Василь Лупул. Найвидатнішою родиною албанських емігрантів у Румунії були Ґіка (алб. Gjika) Перший зареєстрований Ґіка в історичних записах — Ґеорґе Ґіка. Його сім'я походила з Албанії та більш широкого регіону Епіру і, можливо, народилася в Північній Македонії, на південь від міста Скоп'є, в Кепрюлю (сучасний Велес). Кепрюлю як місце його народження, можливо, є пізнішою помилкою, заснованою на літературній розповіді Іона Некулче про його зв'язки з Кепрюлю Мехмедом-пашою. Міхай Кантакузіно у XVIIІ столітті вважав своє географічне походження від албанців Загори, в регіоні Яніна. У всіх доступних історичних джерелах, незважаючи на розбіжності щодо його точного місця народження, він завжди згадується як албанець, що вказує на роль його походження в патронажних мережах, які підтримували його політичну кар'єру. Ім'я його батька невідоме, але Александру Ґіка, нащадок Ґеорґе Ґіки, припустив, що його звали Матей (прибл. 1565–1620). Ця постать не зафіксована в архівних матеріалах і її існування є предметом суперечок. Ґеорґе Ґіка займався комерцією в Константинополі та подорожував як купець до Ясс в румунських князівствах. У румунських князівствах Ґіка швидко просунувся вгору головним чином тому, що він мав зв'язки та був підтриманий іншими албанцями в центральній та регіональній османській адміністрації. Ґіка приєднався до Василя Лупула, албанського емігранта, який був воєводою Молдови і став його найдовіренішим офіцером і представником при османському дворі. Мирон Костін (1633—1691), тогочасний румунський історик, писав про клієнтелістські стосунки в османській ієрархії між діячами одного походження і зазначив, що, «будучи того самого походження, що й він [Ґіка] — тобто албанець — воєвода Василя привів його до суду і довірив йому деякі незначні посади, а пізніше [Ґіка] досяг посади головного судді Нижньої Молдавії». Падіння Лупула привело Ґіку до союзу з іншим албанцем, великим візиром Османської імперії Кепрюлю Мехмедом-пашею. У румунських князівствах Мехмед-паша пропагував «систему патронажу, засновану на етнічній приналежності», і вирішив призначити албанців як засіб зміцнення свого апарату в регіоні. Ґеорґе Ґіка (воєвода Молдови (1658–59), воєвода Валахії (1859—1860)), його син Ґриґоре (воєвода Валахії, 1660–64) і син Василя Лупула, Стефаніца Лупу (воєвода Молдови, 1659–61) усіх було призначено Кепрюлю Мехмедом-пашею. Йон Некулче (1672—1745), інший тогочасний румунський історик, який продовжував традицію Констіна, записав розповідь про Ґеорґе Ґіку та Мехмеда-пашу. За легендою, вони походили з бідних сімей і познайомилися, коли були дітьми в Константинополі. Майбутній Мехмед-паша пообіцяв, що допоможе Ґіці, коли той стане могутнім. Через багато років, коли вони знову зустрілися, Мехмед-паша нібито згадав їхню зустріч і призначив Ґіку воєводою Молдови. Легенда, безумовно, літературна конструкція, але вона має історичну цінність, оскільки в її оповіді висвітлюються існуючі меценатські зв'язки її епохи. Ґіка одружився зі Смарагдою (Смадою) Лане, дочкою Стамата Лане, стольника (сенешаля) Броштені. Ґіка вкоренив свою сім'ю у феодальний клас Румунії через шлюб свого сина Ґриґоре I з племінницею Георгія Штефана.
Правління Ґриґоре І Ґіки також не було вільним від хвилювань через конфлікт з Високою Портою і особливо через суперечки між боярськими сторонами. Своїми політичними маневрами та вбивством свого колишнього наставника Костянтина Кантакузіна він розпалив ненависть шляхти до себе та його оточення. Скориставшись поразкою османів у битві при Левіце (1664), Ґриґоре втік до Польщі, а потім до Відня, шукаючи військової допомоги від Габсбургів. Оскільки його сподівання не виправдалися, він повернувся до Константинополя і 1672 року знову посів молдавський престол. Під час його короткого другого правління ворожнеча Кантакузинів різко вибухнула, і після поразки турків під Хотином 1673 року Ґриґоре був змушений тікати до Константинополя; через ворожість своїх супротивників він втратив престол і помре в Константинополі 1674 року. Діти Ґриґоре I Ґіки, особливо Матей (Ґриґоре) Ґіка, забезпечили продовження роду. Матей Ґіка жив виключно в грецькому районі Фанар у Константинополі. Шлюб із Руксандрою Маврокордат, донькою Александра Маврокордатоса, драгомана Високої Порти, ввів Матея у ядро фанаріотів — тепер релігійних, культурних і політичних гегемонів християнських османських підданих і васалів — і забезпечив шлях політичного панування для його нащадків. Він став драгоманом флоту, і в 1739 році він домовився з султаном про угоду, за якою ключова посада великого драгомана Піднесеної Порти залишалася в лоні — тобто серед нащадків сімейного договору за участю Ґіки, Маврокордато і Раковиця. Його син Ґриґоре II Ґіка, добре обізнаний у тонкощах османської політики завдяки своєму рангу драгомана, 26 вересня 1726 року зумів отримати молдавський престол.

### ХІХ століття
Албанська громада зміцнилася в епоху Фанаріотів, коли численні іммігранти відкривали підприємства у великій кількості міст і містечок і працювали охоронцями волоських князів і бояр (їх зазвичай записують як Arbănași, схоже на Arvanites, і його варіант Arnăuți, запозичене з турецького Arnavut). Опитування 1820 року показало, що в столиці Волощини було 90 торговців з румелійського міста Арнавуткьой, більшість з яких, ймовірно, були албанцями та арумунами.
Рух албанського націоналізму Rilindja Kombëtare (Албанського національного відродження) всередині Османської імперії був присутнім і активним у Валахії, центрі культурних ініціатив. Тут діяли Дора д'Істрія, Наїм Фрашері, Джані Врето та Наум Векілхарджі (останній 1844 року в Бухаресті опублікував перший в історії албанський буквар). Александр Ставре Дренова, мешканець Бухареста, написав текст національного гімну Албанії, Hymni i Flamurit, який співається на мелодію «Pe-al nostru steag e scris Unire», яку написав румун Чіпріан Порумбеску. У той час албанці разом з іншими балканськими громадами були присутні в комерційному житті Бухареста, де багато хто працював вуличними торговцями (спеціалізуючись на продажу безалкогольних напоїв або кондитерських виробів).

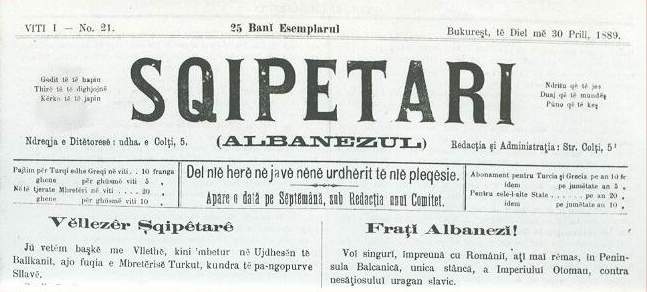
Газета Sqipetari / Albanezul, видана албанською громадою (1889)

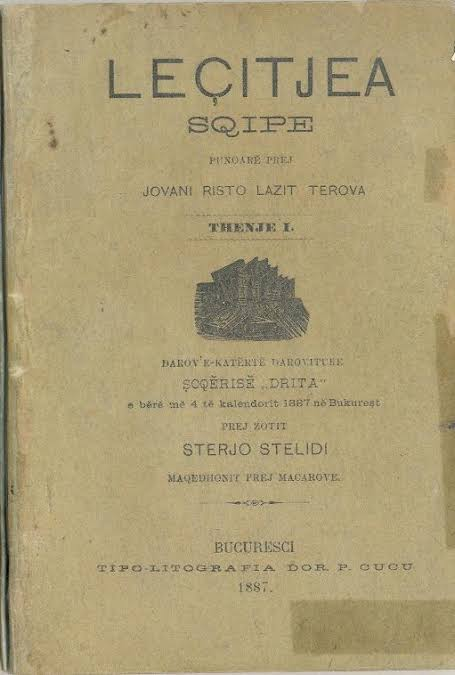
Албанський шкільний підручник, надрукований у Бухаресті 1887 року

Серед нових груп іммігрантів з різних балканських регіонів до Румунії були родини поетів Віктора Ефтиміу та Ласгуша Порадеці. У той час рух за незалежність набрав обертів і деякий час після 1905 року був зосереджений на діяльності Альберта Ґіки. У 1905 року в місті Констанца була відкрита албанська школа — серед її учнів був поет Александр Ставре Дренова. 1912 року на зустрічі в Бухаресті під керівництвом Ісмаїла Кемалі за участю Дренова була прийнята перша резолюція щодо незалежності Албанії.
1893 року албанська громада в Румунії налічувала близько 30 000 осіб. У 1920 році в Бухаресті проживало майже 20 тис. албанців. Нова хвиля албанських іммігрантів, багато з яких були мусульманами з Югославії, послідувала після Першої світової війни. Перший переклад Корану на албанську мову був завершений Іло Мітке Кафезезі та опублікований у місті Плоєшті 1921 року. Багато албанців оселилися в Трансильванії, де вони, як правило, заснували кондитерські підприємства.
За комуністичного режиму, починаючи з 1953 року, громада була репресована (тоді було закрито Албанську культурну асоціацію). Втрачені права були відновлені після румунської революції 1989 року, але кількість людей, які назвали себе албанцями, між 1920 і 2002 роками різко зменшилася. Традиційно до переписів їх включали до спеціальної категорії «серед інших».
1996 роуц громада отримала місце в Палаті депутатів, коли Культурна спілка албанців Румунії увійшла до парламенту. У 2000 році місце громади зайняла Ліга албанців Румунії, яка з тих пір його зберігає.

## Демографія
Під час перепису 2002 року 520 громадян Румунії вказали свою етнічну приналежність до албанців, а 484 заявили, що їхньою рідною мовою є албанська. Фактична кількість албанського населення в Румунії неофіційно оцінюється в 10 000 осіб. Більшість членів громади проживає в Бухаресті, тоді як решта в основному живуть у великих міських центрах, таких як Тімішоара, Ясси, Констанца та Клуж-Напока.
Більшість сімей є православними і ведуть своє походження з околиць Корчі. Інші румунські албанці сповідують іслам.

## Помітні постаті
Нижче наведено список видатних осіб албанського походження на території сучасної Румунії. Зауважте, що багато з них можуть бути не повністю етнічними албанцями, а мають лише часткове албанське походження.

### Прем'єр-міністри
- Димітріе Ґ. Ґіка обіймав посаду прем'єр-міністра між 1868 і 1870 роками, був румунським політиком і відомим членом Консервативної партії.[21]

### Князі Валахії

Княжий герб роду Ґіка

- Ґеорґе Ґіка — засновник родини Гіка, був князем Молдови у 1658—1659 роках і князем Валахії у 1659—1660 роках.[21]
- Ґриґоре I Ґіка — князь Валахії між вереснем 1660 і груднем 1664 і знову між березнем 1672 і листопадом 1673 р.[21]
- Ґриґоре II Ґіка — воєвода (князь) Молдови в чотири різні проміжки часу.[21]
- Матей Ґіка — князь Валахії з 11 вересня 1752 р. по 22 червня 1753 р.[21]
- Скарлат Ґіка — князь Молдови (2 березня 1757 — 7 серпня 1758), двічі князь Валахії (серпень 1758 — 5 червня 1761; 18 серпня 1765 — 2 грудня 1766).[21]
- Александру Ґіка — воєвода (князь) Валахії з грудня 1766 р. по жовтень 1768 р.[21]
- Ґриґоре Александре Ґіка — князь Молдови між 29 березня 1764 — 3 лютого 1767 і вереснем 1774 — 10 жовтня 1777 та Валахії: 28 жовтня 1768 — листопада 1769 р.[21]
- Ґриґоре IV Ґіка — князь Валахії між 1822 і 1828 рр.[21]
- Александру II Ґіка — князь Валахії з квітня 1834 р. по 7 жовтня 1842 р.[21]

### Молдавські князі
- Василь Лупул — воєвода Молдови між 1634 і 1653 рр.[22]

### Політика
- Боніфаціу Флореску — румунський поліграф, позашлюбний син письменника-революціонера Ніколае Белческу.[23]
- Димитріє Ґіка-Команешті — румунський шляхтич, дослідник, знаменитий мисливець, авантюрник і політик.[21]
- Пантазі Ґіка — волохіанин, пізніше румунський політик і юрист.
- Альберт Ґіка — албансько-румунський письменник і світський лев.[24][25]
- Александріна Кантакузіно — румунська політична активістка, філантропиня і амбасадорка, одна з провідних феміністок своєї країни в 1920-30-х роках.[26]
- Димітріе Ґ. Ґіка — румунський політик.[21]
- Володимир Ґіка — румунський дипломат.
- Йоан Ґріґоре Ґіка — румунський політик, який обіймав посаду міністра закордонних справ князівства Румунія.

### Військові
- Лека з Катуна, воєначальник і cnjkmybr Валахії в XVII столітті.[5]
- Матіла Ґіка — румунський військово-морський офіцер, романіст, математик, історик, філософ, дипломат і повноважний міністр у Великій Британії кінця 1930 — 1940-ві рр.[27][28]

### Мистецтво та розваги
- Крістак Антоніу — румунський оперетковий тенор, баритон і актор.[29]
- Віктор Ефтиміу — румунський поет і драматург[30][31].
- Александер Асдрені — поет[32].
- Ласгуш Порадечі — письменник і поет.

### Медіа, письменники та журналісти
- N. D. Cocea — румунський журналіст, прозаїк, критик і лівий політичний діяч.
- Дора д'Істрія — письменниця-романтик із Волощини, феміністка та діячка Албанського національного відродження.[33]
- Ґеорґе Маґеру — румунський поет і драматург.[34]